# Borut Pahor
Borut Pahor (Postojna, 2. novembar 1963) je slovenački političar. Bio je predsednik Slovenije od decembra 2012. do decembra 2022. Prethodno je bio predsednik Vlade Slovenije od novembra 2008. do februara 2012. Nekadašnji je član stranke Socijaldemokrati čiji je bio zastupnik u Evropskom parlamentu.

## Biografija
Rođen je u Postojini, koja je tada bila deo SR Slovenije u sastavu SFRJ. Detinjstvo je proveo u Šempeteru, na granici sa Italijom. Srednju školu završio je u Novoj Gorici i 1983. upisao Univerzitet u Ljubljani gde je 1987. diplomirao politikologiju, a za diplomski rad dobio Prešernovu nagradu.
Za vreme studija postao je član SKJ, odnosno njene republičke organizacije ZKS. Tu je postao zagovornik reformističkog krila pod Milanom Kučanom. Na prvim višestranačkim izborima kao kandidat ZKS izabran je u slovenački parlament gde je ostao do 2004. Godine. 1997. došao je na čelo Združene liste socijalnih demokrata zalažući se za platformu Trećeg puta.

## Parlamentarni izbori 2008.
U septembru 2008. stranka Boruta Pahora pobedila je na izborima, nakon čega Borut Pahor postaje premijer.

## Predsednički izbori 2012.
Na predsedničkim izborima 2012. pobedio je u drugom krugu dotadašnjeg predsednika Danila Tirka sa 67%.

## Spoljašnje veze
- Borut Pahor